# MAMP
Het acroniem MAMP refereert aan het Apple Macintosh-besturingssysteem, Mac OS X, en een set van gratis software programma's die doorgaans gezamenlijk gebruikt worden om dynamische websites of servers te draaien:
- Mac OS X, het besturingssysteem;
- Apache, de webserver;
- MySQL, de databaseserver;
- P staat voor PHP, Perl, of Python, programmeertalen die voor webontwikkeling gebruikt worden. Om precies te zijn: het is een open source Web platform gebouwd op het Mac OS X besturingssysteem.

Hoewel oorspronkelijk alleen Apache in het Mac OS X was geïntegreerd, werd de combinatie populair vanwege de lage kosten en vanwege het alom aanwezig zijn van de componenten, en Mac OS X wordt nu geleverd met PHP en is klaar voor MySQL-toepassingen. Wanneer deze componenten samen worden gebruikt vertegenwoordigen ze een set van technologische oplossingen die toepassing als applicatieserver mogelijk maakt. Andere van dit soort sets omvatten Apple Computers WebObjects, Java/Java EE en Microsofts .NET architectuur.
MAMP is voornamelijk ontwikkeld als een PHP-ontwikkelomgeving voor Macintosh-computers en zou eigenlijk daarom niet gebruikt moeten worden als een live webserver voor het Internet; om dat te doen is het beter om Mac OS X Server te gebruiken met de genoemde Apache-software of een Linux-server.